# Muntiacus putaoensis
Muntiacus putaoensis is een zoogdier uit de familie van de hertachtigen (Cervidae). De wetenschappelijke naam van de soort werd voor het eerst geldig gepubliceerd door Amato, Egan & Rabinowitz in 1999.

## Voorkomen
De soort komt voor in Birma en India.